# Illice lycomorphodes
Illice lycomorphodes är en fjärilsart som beskrevs av Max Wilhelm Karl Draudt 1918. Illice lycomorphodes ingår i släktet Illice och familjen björnspinnare. Inga underarter finns listade i Catalogue of Life.